# Heterochaete shearii
Heterochaete shearii är en svampart som först beskrevs av Edward Angus Burt, och fick sitt nu gällande namn av Edward Angus Burt 1921. Heterochaete shearii ingår i släktet Heterochaete och familjen Auriculariaceae.   Inga underarter finns listade i Catalogue of Life.